# Tom Gregory
Thomas Gregory, detto Tom (Blackpool, 10 novembre 1995), è un cantante britannico.

## Biografia
Nato a Blackpool, nel 2013 ha partecipato a The Voice UK, senza accedere alle fasi finali. Ha poi conseguito il ruolo di Luke Taylor nella serie TV The A Word, presentata dalla BBC One.
Dopo aver firmato un contratto discografico con la Kontor, ha trovato un discreto successo nell'Europa continentale con il singolo Fingertips, toccando la top forty delle Offizielle Deutsche Charts, ricevendo il disco di diamante dalla Syndicat national de l'édition phonographique e quello d'oro in Germania. Il pezzo è contenuto nel primo album in studio Heaven in a World So Cold, uscito nel settembre 2020, che si è classificato nella classifica dischi in Francia, Germania e Svizzera.
Sempre nello stesso anno ha ottenuto la parte vocale in Never Let Me Down, una collaborazione con i Vize, che è divenuta la sua prima numero uno in Polonia e la prima top ten nella Deutsche Singlechart. Per aver totalizzato oltre 600 000 unità in suolo tedesco e 60 000 in Polonia è stato certificato rispettivamente triplo oro e triplo platino.
Nel 2021 è stato presentato il secondo album Things I Can't Say Out Loud, trainato dagli estratti River e Footprints.

## Discografia

### Album in studio
- 2020 – Heaven in a World So Cold
- 2021 – Things I Can't Say Out Loud

### Singoli
- 2017 – Run to You
- 2018 – Honest
- 2019 – Small Steps
- 2020 – Fingertips
- 2020 – Never Let Me Down (con i Vize)
- 2020 – Rather Be You
- 2020 – What Love Is
- 2021 – River
- 2021 – Footprints
- 2022 – Forget Somebody
- 2023 – Never Look Back
- 2023 – Dive (con Lost Frequencies)
- 2024 – Glow in the Dark
- 2024 – Wreck
- 2025 – Dance with Me